# Casa de la Cadena (Ciudad Rodrigo)

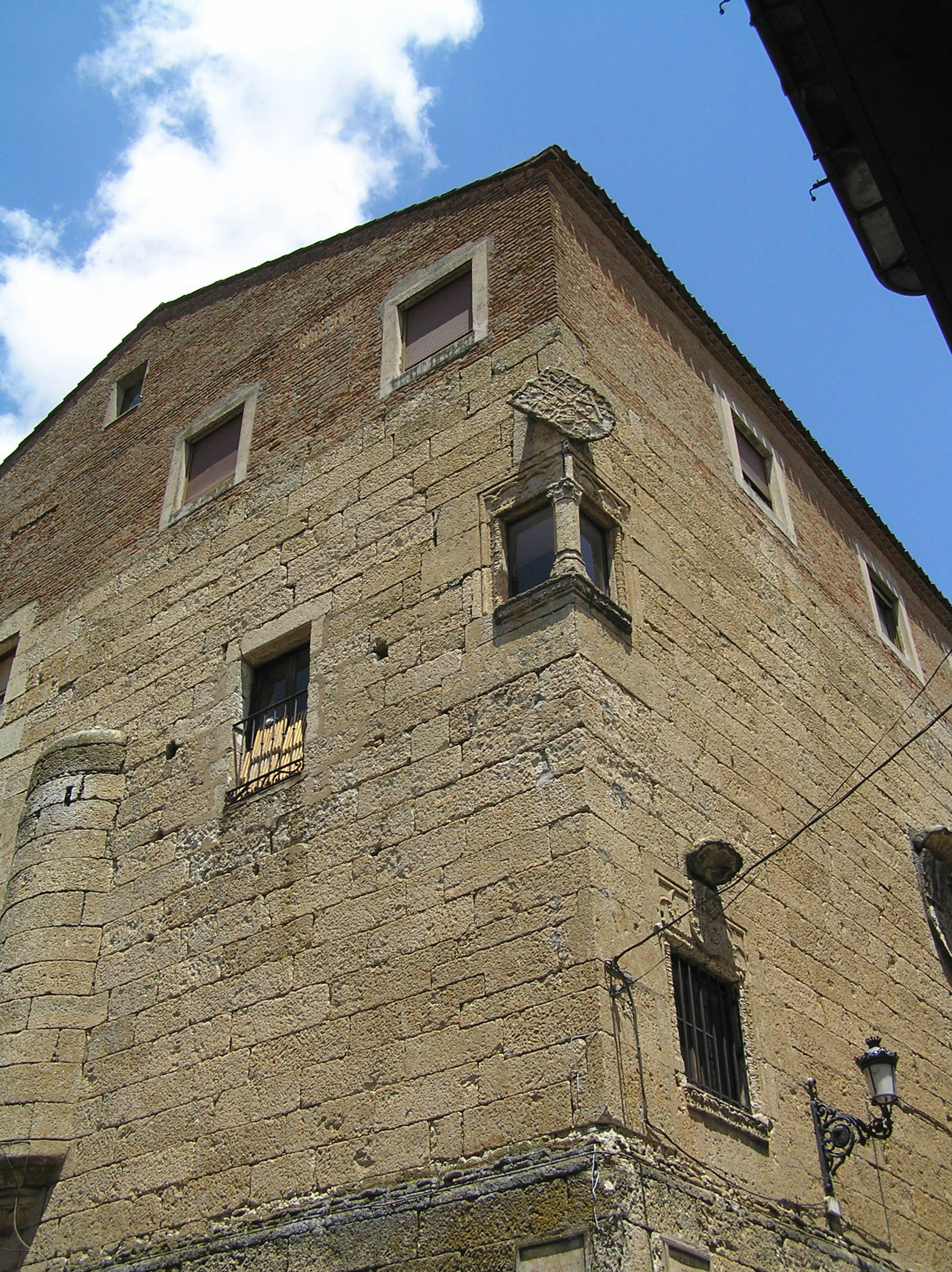
Casa de la Cadena

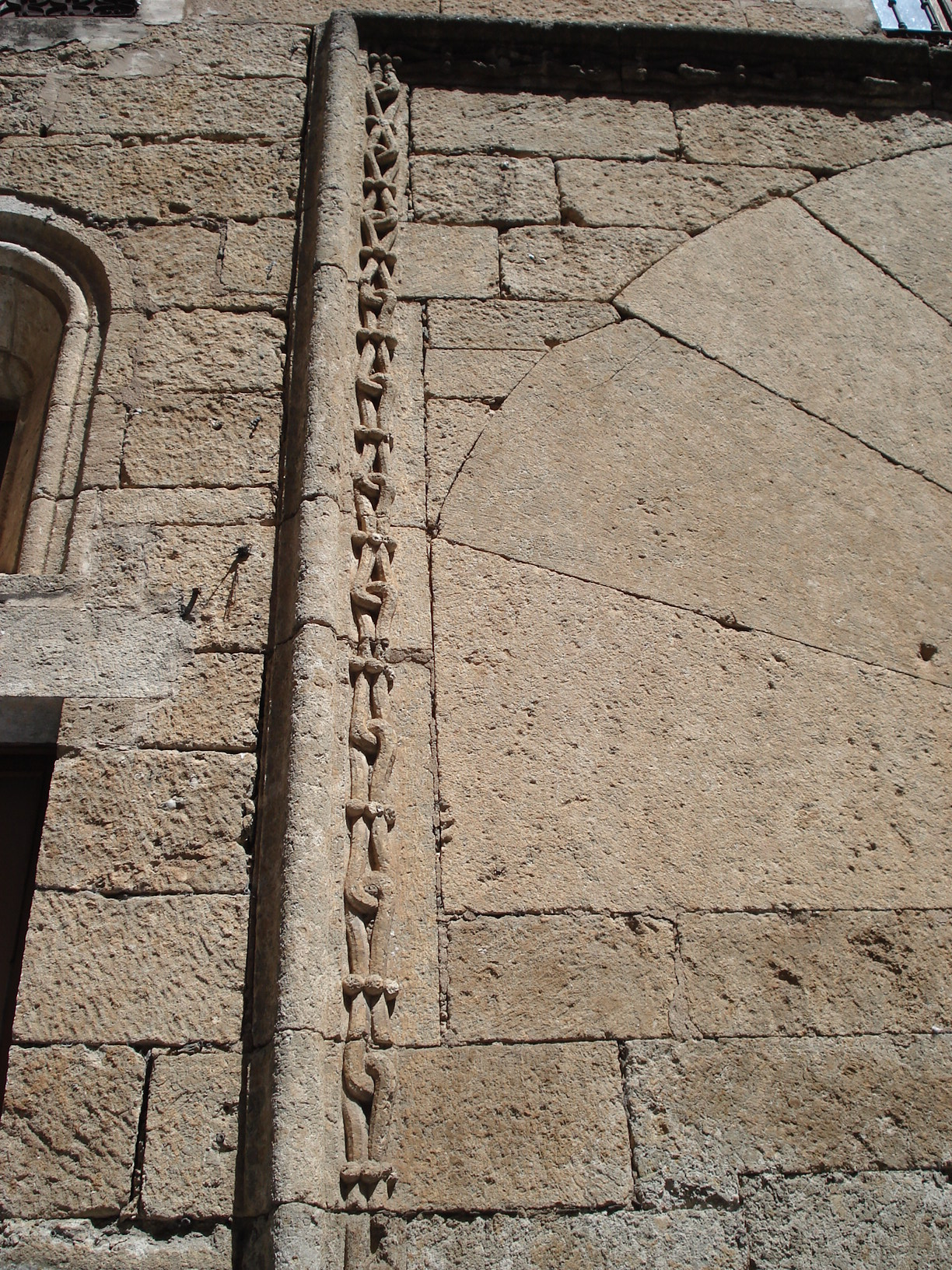
Teil des Portals mit Steinrelief einer Kette

Die Casa de la Cadena (dt. Haus der Kette) in Ciudad Rodrigo, einer spanischen Stadt in der Provinz Salamanca, wurde im 16. Jahrhundert errichtet. Das Gebäude an der Rúa del Sol ist ein geschütztes Baudenkmal (Bien de Interés Cultural).

## Beschreibung
Das Herrenhaus aus dem 16. Jahrhundert wurde nach dem Relief einer Kette, das das Portal umrahmt (Alfiz), benannt. Das rundbogige Portal besteht aus großen Hausteinen. Im zweiten Geschoss befindet sich ein Eckfenster mit Säule, über dem das Wappen eines ehemaligen Besitzers des Hauses angebracht ist. Im Inneren zeugt nur noch der Patio von der ehemaligen Pracht des Gebäudes, das lange Zeit als Polizeikaserne genutzt wurde und deshalb viele Umbauten erfuhr.